# Миллер, Энни
Энни Миллер (англ. Annie Miller; 1835—1925) — английская натурщица, которая, среди прочих, позировала членам Братства прерафаэлитов Уильяму Холману Ханту, Данте Габриэлю Россетти и Джону Эверетту Милле. История её отношений с Холманом Хантом несколько раз становилась предметом литературы и кино.

## Начало жизни
Энни Миллер родилась в 1835 году в Челси, Лондон. Её отец Генри служил в 14-м драгунском полку и был ранен на Наполеоновских войнах. Мать была уборщицей. Когда в возрасте 37 лет она умерла, отец не мог сам справиться с двумя маленькими детьми, Энни и её старшей сестрой Гарриет, и Миллеры были вынуждены перебраться к родственникам. Семья жила очень бедно, Энни работала с десяти лет.
На момент знакомства с Хантом Миллер, которой было около пятнадцати, подавала напитки в баре.

## Модель прерафаэлитов

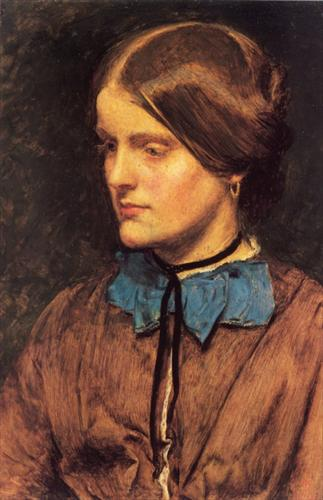
Энни Миллер, портрет работы Милле

Миллер позировала для ряда картин Ханта. Наиболее известная из них, вероятно, «Пробудившийся стыд», сейчас находящаяся в галерее Тейт, Лондон, хотя позже её лицо на этой картине было переписано художником. Хант собирался жениться на Энни, перед своим путешествием в Палестину в 1854 году он оставил ей указания заняться своим образованием, пока он будет в отъезде. Хант также оставил список художников, включая Милле, для которых она могла позировать. Однако, в его отсутствие Энни вопреки его желанию также позировала для Джорджа Прайса Бойса и Россетти. Она появляется на таких картинах Россетти как «Елена Троянская» и «Женщина в жёлтом».

## Разрыв с Хантом и брак
Хант вернулся из путешествия в 1856 году. Связь Энни с Россетти привела к ссоре между ним и Хантом. Жена Россетти Элизабет Сиддал также ревновала. По слухам, однажды она даже бросила в Темзу его рисунки, изображающие Миллер. Несмотря на то, что Хант сделал ей предложение, у Энни был роман с Томасом Героном Джонсом, седьмым виконтом Ranelagh, что заставило Ханта в 1859 году окончательно разорвать помолвку.
После разрыва помолвки Энни обратилась за помощью к Герону Джонсу, который предложил ей подать на Ханта в суд за нарушение обещания жениться (что было возможно по юридическим нормам того времени), но вскоре она познакомилась с кузеном виконта, капитаном Томасом Томсоном, который влюбился в неё. Они поженились 23 июля 1863 года. Томсон предложил пригрозить, что они отдадут в газету письма Ханта к Энни. Друзья Ханта предполагали, что он выкупил письма.

## Дальнейшая жизнь
11 октября 1866 года у Энни родилась дочь, Энни Хелен, а в 1867 — сын, Томас Джеймс. Согласно архивным данным, больше детей у супругов не было, однако после встречи на Ричмонд-Хилл годы спустя Хант описывал Энни как «пышногрудую матрону с полным экипажем детей». Достоверно неизвестно, было ли это преувеличнием Ханта, сопровождали Энни в тот день дети знакомых или родственников, или же у неё действительно были ещё дети, но по каким-то причинам о них не сохранилось никакой информации. Томас Томсон умер в возрасте 87 лет, в 1916 году. Энни Миллер после его смерти прожила ещё девять лет и умерла в 90, в 1925 году.

## Образ Энни Миллер в кинематографе
В фильме Кена Расселла «Ад Данте» (англ. Dante's Inferno, 1967) роль Энни Миллер исполнила Кэролайн Кун, в мини-сериале BBC «Школа любви» (англ. The Love School, 1975) — Шейла Уайт. В «Отчаянных романтиках» (англ. Desperate Romantics, 2009) её играет Дженни Жак, в этом сериале Миллер представлена проституткой.